# 레이클랜드 대학교

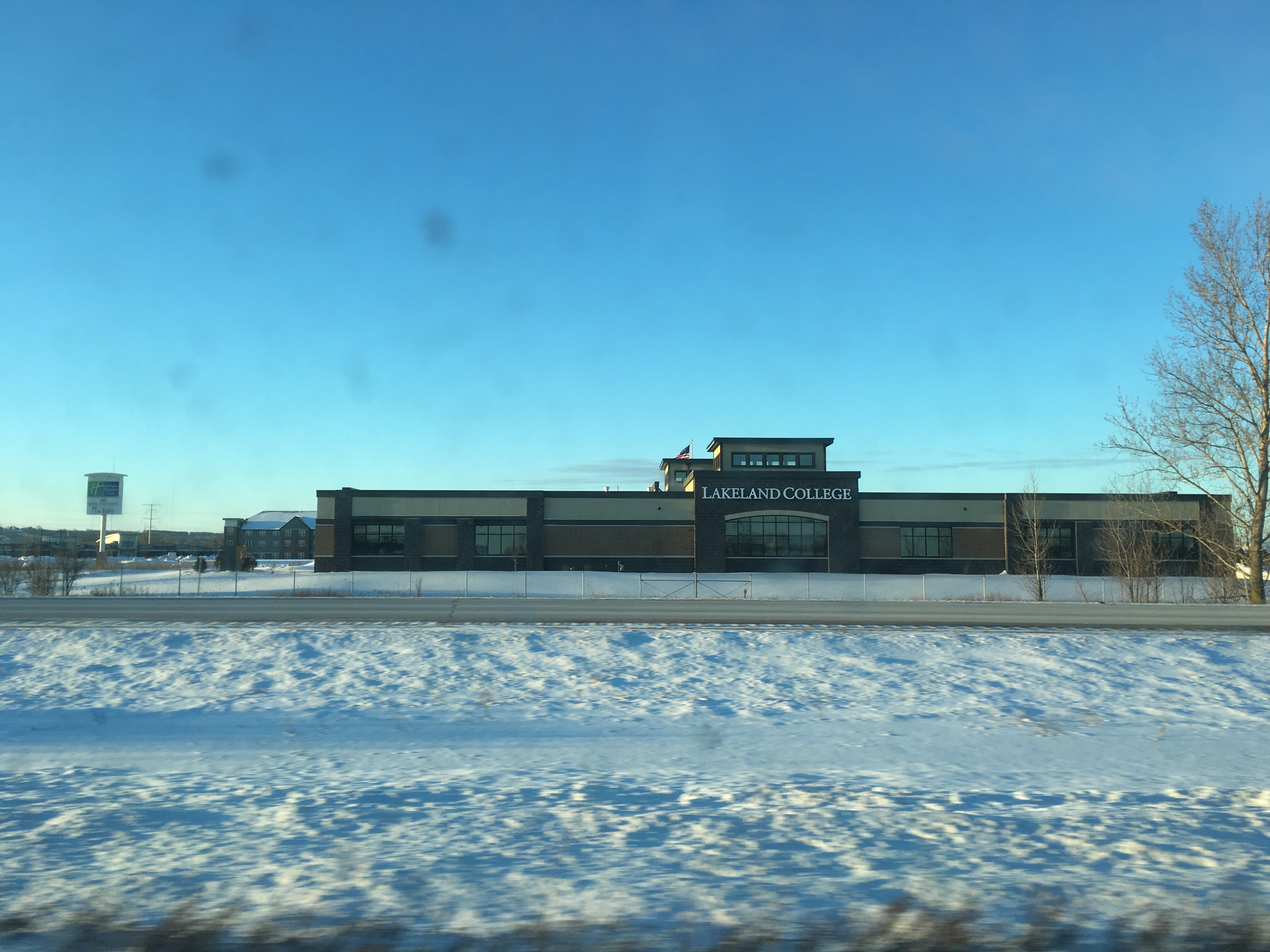

레이클랜드 대학교(Lakeland University)는 미국 위스콘신주 플리머스에 주 캠퍼스가 위치한 사립 대학이다. 레이클랜드 대학교는 미국 연합 그리스도의 교회와 연합하고 있다. 레이클랜드 대학교는 밀워키, 매디슨 (위스콘신주), 위스콘신 래피즈, 치페와 폴스, 니나, 그린베이, 셰보이건 (위스콘신주) 등 위스콘신주에 위치한 여러 저녁, 주말, 온라인 센터들이 7곳 존재하며 일본 도쿄도에서 4년제 국제 캠퍼스가 한 곳 있다.